# Bobowo (gmina)
Bobowo to gmina wiejska w województwie pomorskim, w powiecie starogardzkim. Siedziba gminy to Bobowo.
W latach 1975–76 i 1991–98 gmina położona była w województwie gdańskim.
W skład gminy wchodzi 6 sołectw: Bobowo, Grabowiec, Grabowo, Jabłówko, Smoląg, Wysoka
Według danych z 30 czerwca 2004 gminę zamieszkiwało 2838 osób.

## Historia
Gmina zbiorowa Bobowo  została utworzona 1 sierpnia 1934 roku w powiecie starogardzkim w woj. pomorskim z dotychczasowych jednostkowych gmin wiejskich: Bobowo, Dąbrówka, Grabowiec, Grabowo, Jabłówko, Lipinki i Wysoka oraz z obszarów dworskich Jabłowo, Smoląg i Żabianki, nie wchodzących w skład gmin.
Po wojnie (7 kwietnia 1945 roku) gmina wraz z całym powiatem starogardzkim weszła w skład nowo utworzonego woj. gdańskiego. Według stanu z dnia 1 lipca 1952 roku gmina składała się z 8 gromad: Bobowo, Dąbrówka, Grabowiec, Grabowo, Jabłowo, Jabłówko, Lipinki i Wysoka. Gmina została zniesiona 29 września 1954 roku wraz z reformą wprowadzającą gromady w miejsce gmin. Obszar gminy Bobowo wszedł w skład gromad Bobowo (Bobowo, Dąbrówka, Grabowo i Wysoka) i Jabłowo (Grabowiec, Jabłowo, Jabłówko i Lipinki).
Gminę Bobowo reaktywowano w dniu 1 stycznia 1973 roku w powiecie starogardzkim w woj. gdańskim. W skład gminy weszło 9 sołectw: Bobowo, Dąbrówka, Grabowiec, Grabowo, Jabłowo, Jabłówko, Lipinki Szlacheckie, Smoląg i Wysoka, czyli w tym samym składzie co w 1954 roku (Smoląg był dawniej częścią sołectwa Grabowiec). 1 czerwca 1975 roku gmina znalazła się w nowo utworzonym mniejszym woj. gdańskim.
2 lipca 1976 roku gmina została zniesiona, a jej obszar połączono z dotychczasową gminą Starogard Gdański w nową Starogard Gdański.
Gminę reaktywowano 2 kwietnia 1991 o obszarze dużo mniejszym niż dawniej. W jej skład weszły sołectwa Bobowo, Grabowiec, Grabowo Bobowskie, Jabłówko i Smoląg. Reaktywowano gmina nie objęła zatem sołectw Dąbrówka, Jabłowo, Lipinki Szlachecki i Wysoka, które pozostały w gminie Starogard Gdański. 1 stycznia 1993 do gminy Bobowo dołączono jeszcze sołectwo Wysoka z gminy Starogard Gdański.

## Struktura powierzchni
Według danych z roku 2002 gmina Bobowo ma obszar 51,67 km², w tym:
- użytki rolne: 81%
- użytki leśne: 12%

Gmina stanowi 3,84% powierzchni powiatu.

## Demografia

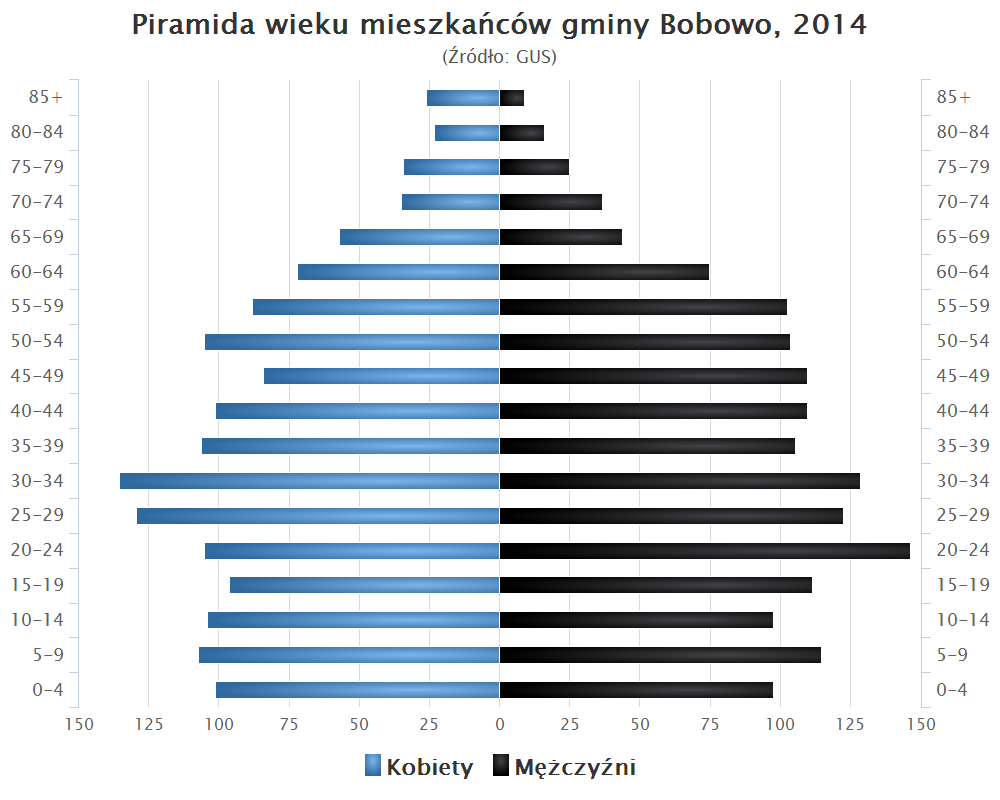
Piramida wieku mieszkańców gminy Bobowo w 2014 roku

Dane z 31 grudnia 2009:
| Opis                              | Ogółem | Ogółem | Kobiety | Kobiety | Mężczyźni | Mężczyźni |
| --------------------------------- | ------ | ------ | ------- | ------- | --------- | --------- |
| Jednostka                         | osób   | %      | osób    | %       | osób      | %         |
| Populacja                         | 2992   | 100    | 1488    | 49,7    | 1504      | 50,3      |
| Gęstość zaludnienia [mieszk./km²] | 54,9   | 54,9   | 27,1    | 27,1    | 27,8      | 27,8      |

## Sąsiednie gminy
Lubichowo, Morzeszczyn, Pelplin, Skórcz, Starogard Gdański